# Clica
Una clica es un pequeño grupo de individuos que interactúan entre sí y comparten intereses similares en lugar de incluir a otros.  La interacción con clicas forma parte del desarrollo social normativo, independientemente del sexo, la etnia o la popularidad. Aunque las clicas se estudian con más frecuencia durante la adolescencia y el desarrollo de la infancia media, existen en todas las edades. Suelen estar unidas por características sociales comunes, como la etnia y la situación socioeconómica.
Dentro de las pandillas, la clica es el pequeño grupo o célula que conforma «la unidad base de cada pandilla», y cada clica puede tener su propio «lenguaje externo de identificación» y «otros referentes simbólicos de pertenencia y diferenciación».  Una clica suele constar de entre diez y cien miembros.

## Terminología
En la sociología, las clicas son una formación de dos o más individuos que comparten características vinculares que les permiten identificarse entre sí para formar una red social. Aquellos dentro del grupo se comunican y se asocian entre sí más que aquellos fuera del grupo. La formación de clicas se puede identificar dentro de diferentes entornos sociales a lo largo de sus vidas. Una persona puede formar parte de varias clicas, cada una de las cuales se forma y funciona independientemente de las demás. Las clicas son relevantes en la sociedad debido a la influencia social o presión de los pares que resulta de las interacciones con individuos que comparten una característica común. Los resultados asociados con la formación de clicas pueden ser infinitos, con distintos grados de influencia.

## Aislamiento social
Paolo Parigi y Warner Henson II definen el aislamiento social como "el grado de aislamiento de una entidad; [que] puede tener interpretaciones estructurales o subjetivas". El aislamiento social puede ocurrir cuando las clicas se apartan de otros grupos. 

## Formación de redes
Esto implica conocer nuevas personas para formar relaciones y trabajar juntos para obtener mejores oportunidades. Algunas personas encuentran que estar asociado con una clica es una forma de encontrar o ganar una mejor oportunidad de éxito. Por ejemplo, muchos se unen a una hermandad o fraternidad para tener una ventaja en conseguir un trabajo porque pueden ser contratados por alguien afiliado. Las clicas van de la mano en la forma en que las personas se conectan entre sí y son especialmente frecuentes entre quienes buscan trabajo.

## Organización
Cada clica tiene alguna forma de organización que conforma la red de interacción social.  Las redes de clicas informales son grupos que no tienen una estructura organizativa legítima en la que puedan establecerse y disolverse en un período de tiempo más corto. Una clica informal puede estar formada por el grupo de amigos o compañeros de trabajo de una persona, aunque también puede incluir otros grupos más informales, como bandas criminales.  Por otro lado, una clica formal es un grupo con una organización socialmente aceptada y con una estructura jerárquica . Una clica formal está compuesta por miembros que tienen roles e interacciones identificables entre sí y se encuentra en numerosas organizaciones profesionales, empresas e incluso estructuras familiares. La cultura es un factor muy influyente en la organización de las estructuras de clicas porque los límites establecidos a través de las diferencias en los aspectos culturales son persistentes, incluso cuando la membresía varía de vez en cuando. Por ejemplo, las diferencias en idioma, creencias, tradiciones, etc. siempre han creado una separación o límite claro entre grupos de personas, aun cuando los miembros del grupo estén cambiando constantemente.

## Desarrollo
La formación y deformación de las estructuras de clicas no terminan con la adolescencia, aunque el número de interacciones con grupos de camarillas disminuye y el tipo de grupos puede cambiar. A medida que los individuos se convierten en adultos, sus interpretaciones sociales se modifican y sus camarillas se originan en su entorno inmediato, en lugar de en características sociales comunes.  Una clica no debe confundirse con una multitud porque el tamaño más pequeño y los límites específicos de un grupo son lo que hace que la formación del grupo se considere una clica. Una clica puede desarrollarse de diferentes maneras y dentro de entornos formados por individuos que interactúan regularmente. La cohesión estructural de la clica es la interacción constante cara a cara entre los miembros que puede crear o disolver el grupo, dependiendo del nivel de interacción. Si se establece regularmente la interacción cara a cara, se formará cohesión entre los individuos. Sin embargo, si la interacción cara a cara se deprecia, entonces el vínculo social cohesivo entre dichos individuos eventualmente se disolverá. 

## Impacto social
Una clica puede inhibir la influencia social externa al influir en las emociones, opiniones o comportamientos de los miembros del grupo.  Hay muchas maneras en que la percepción de información entre los miembros de una clica puede influir en otros miembros en un nivel mayor que si hubieran recibido la misma información de una fuente diferente. Por ejemplo, recibir información de un amigo cercano o un familiar se interpreta y se responde de manera diferente que recibir la misma información de alguien que no está dentro de la estructura de clica. La satisfacción, la interacción y la cercanía de los grupos de amigos de un individuo se desarrollan y cambian a lo largo de los años. Sin embargo, siempre hay una transformación constante tanto del individuo como del grupo a medida que pasa el tiempo.

## Clicas criminales y geográfía
La clica «Fulton Locos» surgida en la década de 1980 en Los Ángeles, es una de las fundadoras de la pandilla MS-13.  En Washington D. C. y ciudades aledañas, las clicas de MS-13 que operan son Sailors, Normandy, Peajes, Uniones Fultons y la clica de la cual se acusó a Armando Ábrego de pertenecer, la Western.  Ya en 2009, las clicas Western Locos, Uniones y Normandie tenían representantes en Maryland.